# جان‌سخت (مجموعه‌فیلم)

جان مک‌کلاین

جان‌سخت مجموعه فیلم‌های اکشنی است که شامل ۵ قسمت می‌باشد. اولین آن‌ها در سال ۱۹۸۸ و پنجمین آن در ۲۰۱۳ ساخته شد. شخصیت اصلی این فیلم‌ها جان مک‌کلاین (با بازی بروس ویلیس) است. او بازرس پلیس نیویورک است و در هر قسمت خود را درگیر یک حملهٔ تروریستی می‌بیند. هم‌چنین بازی‌ها و کمیک‌بوک‌های زیادی بر اساس این فیلم ساخته و نوشته شده‌اند. جان‌سخت ۵ در چهاردهم فوریه ۲۰۱۳ اکران شد.

## فروش در گیشه
| فیلم     | تاریخ انتشار  | فروش در گیشه | فروش در گیشه    | فروش در گیشه   | رتبه فروش در گیشه  | رتبه فروش در گیشه | بودجه        | منبع  |
| فیلم     | تاریخ انتشار  | ایالات متحده | در کشورهای دیگر | جهانی          | رتبه کلی در آمریکا | رتبه کلی در جهان  | بودجه        | منبع  |
| -------- | ------------- | ------------ | --------------- | -------------- | ------------------ | ----------------- | ------------ | ----- |
| جان‌سخت ۱ | ۱۵ ژوئیه ۱۹۸۸ | $۸۳٬۰۰۸٬۸۵۲  | $۵۷٬۷۵۹٬۱۰۴     | $۱۴۰٬۷۶۷٬۹۵۶   | #۵۴۸               |                   | $۲۸٬۰۰۰٬۰۰۰  | [ ۱ ] |
| جان‌سخت ۲ | ۶ ژوئیه ۱۹۹۰  | $۱۱۷٬۵۴۰٬۹۴۷ | $۱۲۲٬۴۹۰٬۱۴۷    | $۲۴۰٬۰۳۱٬۰۹۴   | #۳۲۳               | #۳۰۰              | $۷۰٬۰۰۰٬۰۰۰  | [ ۲ ] |
| جان‌سخت ۳ | ۱۹ مه ۱۹۹۵    | $۱۰۰٬۰۱۲٬۴۹۹ | $۲۶۶٬۰۸۹٬۱۶۷    | $۳۶۶٬۱۰۱٬۶۶۶   | #۴۴۲               | #۱۴۳              | $۹۰٬۰۰۰٬۰۰۰  | [ ۳ ] |
| جان‌سخت ۴ | ۲۷ ژوئن ۲۰۰۷  | $۱۳۴٬۵۲۹٬۴۰۳ | $۲۴۹٬۰۰۲٬۰۶۱    | $۳۸۳٬۵۳۱٬۴۶۴   | #۲۳۸               | #۱۲۴              | $۱۱۰٬۰۰۰٬۰۰۰ | [ ۴ ] |
| جان‌سخت ۵ | ۱۴ فوریه ۲۰۱۳ | $۶۷٬۳۴۹٬۱۹۸  | $۲۳۷٬۳۰۴٬۹۸۴    | $۳۰۴٬۶۵۴٬۱۸۲   | #۹۷۷               | #۳۱۴              | $۹۲٬۰۰۰٬۰۰۰  | [ ۵ ] |
| جمع      | جمع           | $۵۰۲٬۵۴۰٬۸۹۹ | $۹۳۲٬۶۴۵٬۴۶۳    | $۱٬۴۳۵٬۱۸۶٬۳۶۲ |                    |                   | $۳۹۰٬۰۰۰٬۰۰۰ |       |